# Janine Geigele

Janine Geigele bei Sport Aktuell

Janine Geigele (* 16. Januar 1974) ist eine Schweizer Sportmoderatorin und Kommunikationsexpertin.

## Leben
Janine Geigele wuchs im Berner Seeland in der Nähe von Biel/Bienne auf. Im Alter von sechs Jahren ging sie zur Leichtathletik und zu den Pfadfindern. Bis zu ihrem 21. Lebensjahr war sie eine Leichtathletin und stellte einige Jugendrekorde im Hürdenlauf und Hochsprung auf.
Bereits im Alter von 13 Jahren war sie als Sportjournalistin und später als Sportchefin und Moderatorin beim zweisprachigen Bieler Lokalsender Radio Canal 3 tätig. In diesen Jahren erwarb sie ihr Wissen als Radiojournalistin, kommentiere verschiedene Sportarten, war in der Schweiz als Stadionspeakerin unterwegs, berichtete bereits von Olympischen Spielen, übte bei einigen Sportanlässen das Amt der Medienchefin aus und schrieb für das Bieler Tagblatt über die Leichtathletik. Von 1997 bis 1999 arbeitete sie als Redaktorin bei Radio Argovia.
Mit 19 wurde Geigele Stadionsprecherin beim traditionsreichen Leichtathletik-Meeting Weltklasse Zürich. Sechs Jahre später wurde sie beim Schweizer Fernsehen im Sport angestellt und moderierte als erst zweite Frau überhaupt die tägliche Sportsendung «sportaktuell». Insgesamt war Geigele die vierte Frau, die als Sportmoderatorin bei SRF arbeitete.
Von 1999 bis 2003 arbeitete Geigele beim Schweizer Fernsehen als Moderatorin und Journalistin und berichtete von mehreren Olympischen Spielen, Welt- und Europameisterschaften, hauptsächlich in den Sportarten Ski alpin und in der Leichtathletik.

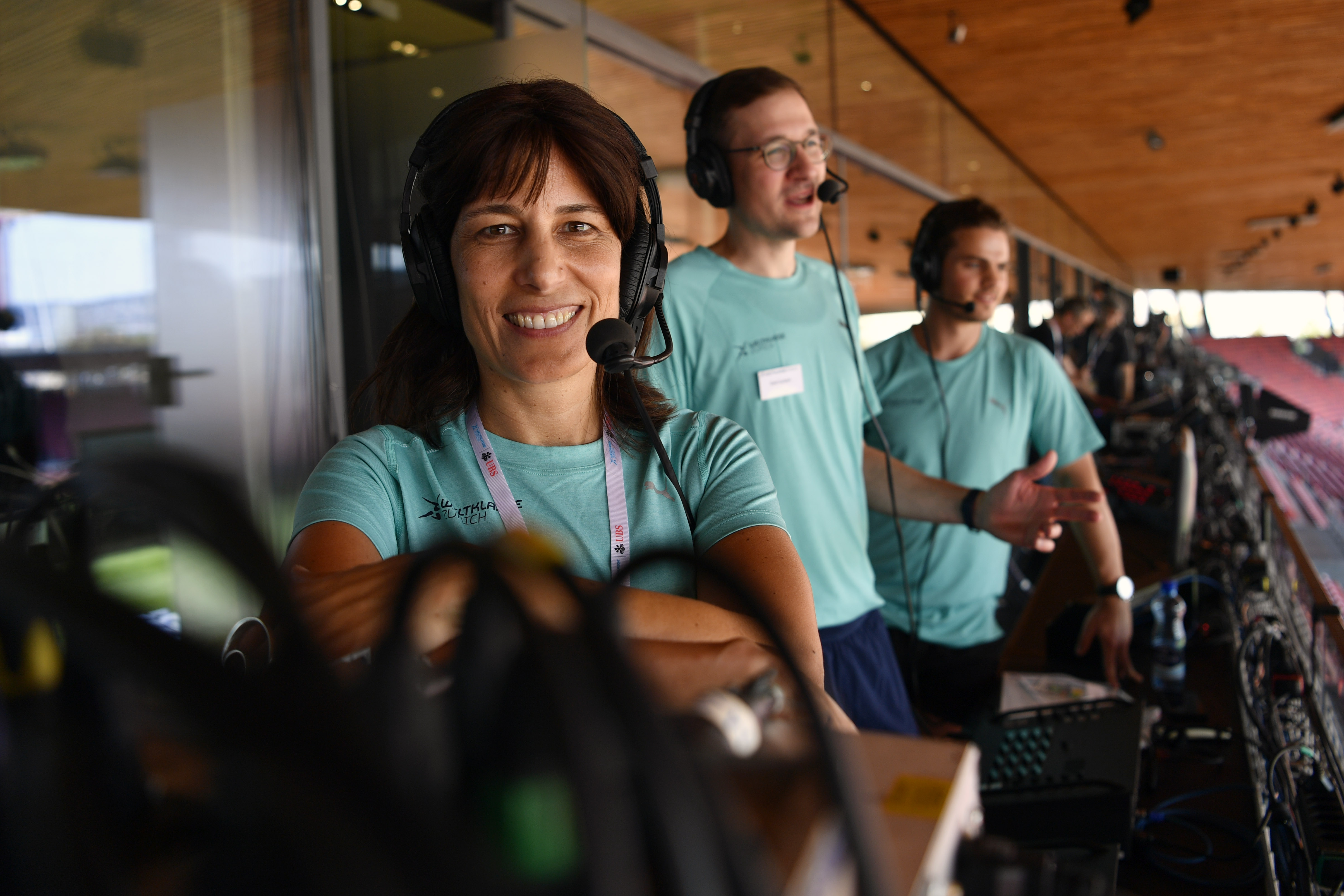
Stadionsprecherin Weltklasse Zürich 2020

Nach weiteren zwei Jahren bei Schweizer Radio SRF wurde sie vom Schweizer Team Alinghi als Mediendirektorin für den 32. America’s Cup in Valencia angestellt (2005–2007). Später übernahm sie die gleiche Aufgabe beim südafrikanischen Team Shosholoza unter der Schirmherrschaft von Nelson Mandela.
Von 2007 bis 2015 arbeitete Geigele als Mediendirektorin beim Diamond-League-Meeting Weltklasse Zürich, bei den Leichtathletik-Europameisterschaften 2014 und beim UBS Kids Cup. In dieser Zeit wurde sie von European Athletics mit einem Award für ihre Verdienste in der Leichtathletik geehrt. Für TV24 moderierte Geigele in den folgenden Jahren mehrfach Match for Africa und den Laver Cup mit Roger Federer sowie Laureus World Sports Award.

Verleihung des European Athletic Award an Janine Geigele

Janine Geigele war von 2015 bis 2021 als erste Frau Präsidentin des Verbandes Schweizer Sportjournalisten.
Geigele arbeitet als Unternehmerin im Sport und bietet Leistungen in Krisenkommunikation, Auftrittskompetenz, Moderationen und Athletenmanagement an. Zudem vermittelt ihr Unternehmen Passionspeakers Keynote-Referentinnen und Referenten.

## Auszeichnung
2015: European Athletics Award für ihre Verdienste in der Leichtathletik